# Touho
Touho ist eine Gemeinde in der Nordprovinz in Neukaledonien. Sie liegt auf der Hauptinsel Grande Terre und umfasst ebenfalls einige kleine Inseln vor der Küste der Hauptinsel.
Die höchste Erhebung in Touho ist der Tonine mit 1076 m. Durch die Gemeinde fließt der Fluss Tiwaka.
Das Dorf verfügt über eine kleine Berufsschule, die Lycée Professionnel Augustin Ty, die im Jahr 1994 eröffnet wurde. Vom kleinen Flughafen Touho gibt es zwei wöchentliche Flüge von und nach Nouméa, der Hauptstadt. 

## Bevölkerung
| Einwohner | 1332 | 1373 | 1474 | 1667 | 1901 | 1963 | 2234 | 2274 | 2247 | 2087 | 2380 |
| Jahr      | 1956 | 1963 | 1969 | 1976 | 1983 | 1989 | 1996 | 2004 | 2009 | 2014 | 2019 |